# Atentado de Conflans-Sainte-Honorine
O atentado de Conflans-Sainte-Honorine  ou o assassínio de Samuel Paty foi um ataque terrorista que teve lugar no dia 16 de outubro de 2020, em França, na comuna de Conflans-Sainte-Honorine, situada no departamento de Yvelines.
Samuel Paty, um professor de história e geografia, foi assassinado com uma arma branca e posteriormente decapitado, pouco depois de ter saído da escola onde dava aulas, por um jovem de 18 anos, russo  com ascendência chechena, que estava em França desde os seis anos com o estatuto de refugiado. O homicida viera da cidade de Évreux nessa mesma manhã, o que supõe uma premeditação do crime. Este foi abatido alguns minutos depois, pela polícia, na cidade vizinha de Éragny.
No dia 5 de outubro, como já havia feito em outras ocasiões nos últimos anos, o professor utilizou duas caricaturas de Maomé, durante uma aula de Educação Moral e Cívica. Isto suscitou a raiva da parte do pai de um dos seus alunos, de religião muçulmana. O pai do aluno, assim como o militante islamista radical Abdelhakim Sefrioui, publicaram nos dias seguintes nas redes sociais diversos vídeos onde consideraram o professor um "bandido" e um "doente", antes de divulgar o seu nome e a morada da escola. Os vídeos viralizaram nas redes sociais antes do assassinato, suscitando várias mensagens com discurso de ódio tendo como alvo o professor.
O atentado gerou um grande movimento emotivo de indignação e protesto em França e também no estrangeiro. Numerosas manifestações de tom popular foram organizadas em memória do professor assassinado, sendo que uma homenagem nacional foi programada para o dia 21 de outubro de 2020.

## Contexto

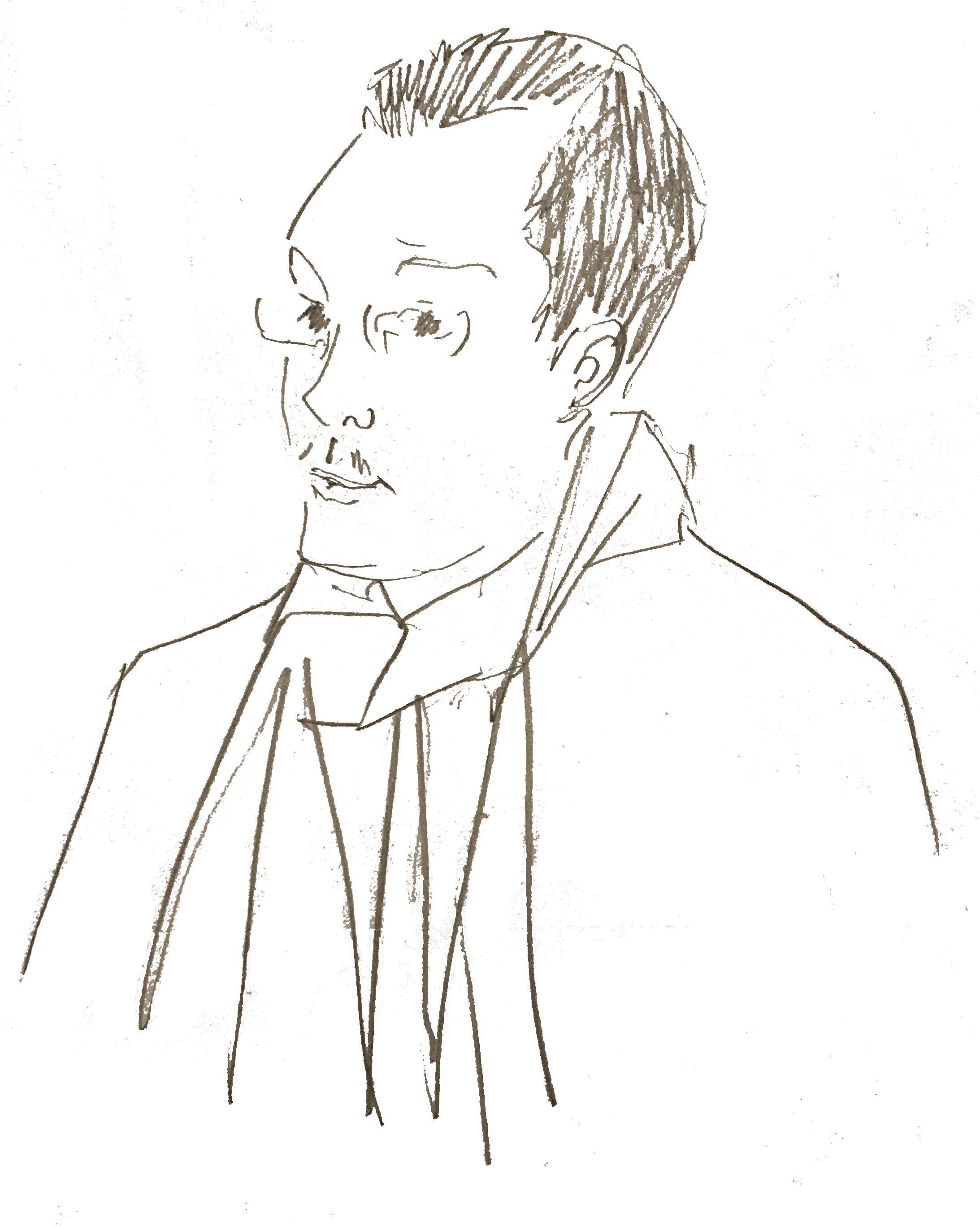
Samuel Paty

Este ato terrorista acontece numa altura paralela ao julgamento dos responsáveis pelo atentado ao jornal satírico Charlie Hebdo em 2015, também em relação com a publicação de caricaturas do profeta Maomé. Além disso, as caricaturas realizadas por um jornal dinamarquês em 2006 foram novamente publicadas pelo jornal no dia 1 de setembro de 2020, originando por seu turno protestos e ameaças vindas do Paquistão. No dia 25 de setembro acontece então um novo ataque terrorista em Paris, nas imediações das antigas instalações do Charlie Hebdo.
Este atentado de Conflans acontece pouco tempo depois do discurso do presidente da República francês, Emmanuel Macron, sobre a luta contra os "separatismos", discurso esse dado no dia 2 de outubro de 2020 na cidade de Mureaux, exatamente no mesmo departamento onde teve lugar este atentado. Durante o discurso, o presidente fez referências às medidas necessárias para reforçar o laicismo e constatava também um "islão em crise". 
O ataque é a décima decapitação com motivação terrorista islâmica na Europa desde o atentado de Saint-Quentin-Fallavier (também em França), em 2015. É também o quinto atentado terrorista islâmico em França desde o início de 2020. 
O ambiente de guerrilha psicológica que existe em muitas escolas francesas há muito que vinha a ser denunciado das mais diversas formas. Em 2008, o filme de Jean-Paul Lilienfeld,  O Dia da Saia,  mostrou uma professora de Francês , levada ao limite pela violência e  hostilidade dos alunos e seus pais, com destaque para os muçulmanos que lhe censuram o uso de saia na sala de aula. Aquando do massacre do Charlie Hebdo, em  2015, tornou-se impossível de observar um minuto de silêncio em memória das vítimas  em algumas escolas francesas.

## A vítima
Samuel Paty era professor de história, geografia e educação moral e cívica,  nascido em 1973  em Moulins.
Segundo vários testemunhos de alguns dos seus alunos actuais  e antigos alunos, Samuel Paty é descrito como gentil, atento, respeitoso de todos, não procurando controvérsias, gostando do seu trabalho, preocupado com o facto de os alunos aprenderem,  e era apreciado pela maioria dos alunos. Era casado e pai de um filho de cinco anos.

## O assassino
Abdoullakh Abouyedovich Anzorov, era um imigrante russo de 18 anos de ascendência étnica chechena, nascido em Moscovo. A Chechénia é uma república russa de maioria muçulmana.
Anzorov tinha chegado a França com o estatuto de refugiado 12 anos antes, quando tinha  seis anos   Vivia no distrito de Madeleine, na cidade normanda de Évreux, a cerca de 100 km da cena do crime, e não tinha qualquer ligação aparente com o professor ou com a escola.
A família Anzorov viera da aldeia de Shalazhi na Chechénia. O pai de Abdoullakh, Abuezid, mudou-se primeiro para Moscovo, e depois para Paris. A meia-irmã de Anzorov juntou-se ao Estado Islâmico (Daesh) na Síria em 2014.  Em Março de 2020, a família tinha recebido o estatuto de refugiado  e vistos  de residência por 10 anos em França .
Abdoullakh não estava sinalizado  pelas agências de segurança, apesar de ter estado anteriormente em tribunal por pequenos delitos.

## Investigação
Após as investigações que se seguiram foram detidas até Novembro de  2020 catorze pessoas, seis das quais são menores, incluindo a filha do marroquino Brahim Chnina (já com registo policial), a aluna que mentiu quando disse que tinha participado na aula de Samuel Paty. Uma delas é o pregador Abdelhakim Sefrioui, já conhecido e referenciado pelos serviços secretos franceses, que se apresentou ao director da escola como representante dos imãs de França, quando não o é. Está em curso um segundo inquérito, na sequência de uma queixa apresentada pela advogada da família Paty, por "falta de assistência" do Estado francês no caso. O processo terá lugar em fins de 2024. 